# كارلوس دافيلا
كارلوس دافيلا (بالإسبانية: Carlos Dávila) (و. 1887 – 1955 م) هو صحفي، ودبلوماسي، وسياسي، ومحام من تشيلي .
تولى منصب قائمة رؤساء تشيلي .

## التعليم
تعلم في جامعة تشيلي.